# 清瀬町 (桐生市)
清瀬町（きよせちょう）は、群馬県桐生市の町名である。郵便番号は376-0026。

## 地理
桐生市の中部、渡良瀬川の左岸に位置する。稲荷町・錦町・織姫町・美原町とともに桐生市第三区に属する。
東北部は美原通りを境として美原町に、東南部は織姫町に、西南部は渡良瀬川を挟んで相生町に、西北部は元宿町にそれぞれ接する。
町内北部は桐生市立商業高等学校の敷地となっており、町内南部に桐生警察署がある。渡良瀬川に架かる桐生大橋によって相生町と結ばれている。

### 河川
- 渡良瀬川

## 歴史
かつての新宿村の一部にあたる。1889年（明治22年）の町村制施行により、桐生新町、新宿村、安楽土村、下久方村、上久方村平井が合併して桐生町が発足、新宿村は桐生町の大字の一つとなる。1921年（大正10年）の市制施行を経て、1929年（昭和4年）に大字が廃止され現在の町名である「清瀬町」となった。

## 世帯数と人口
2022年（令和4年）1月31日現在の世帯数と人口は以下の通りである。
| 町丁   | 世帯数  | 人口  |
| ------ | ------- | ----- |
| 清瀬町 | 112世帯 | 203人 |

## 小・中学校の学区
市立小・中学校に通う場合、学区は以下の通りとなる。
| 番地 | 小学校           | 中学校             |
| ---- | ---------------- | ------------------ |
| 全域 | 桐生市立南小学校 | 桐生市立中央中学校 |

## 交通

### 鉄道
町内に鉄道駅はない。

### 道路
群馬県道68号桐生伊勢崎線が町の中央を東西に通過している。また、南北を美原通りが通過している。

## 施設

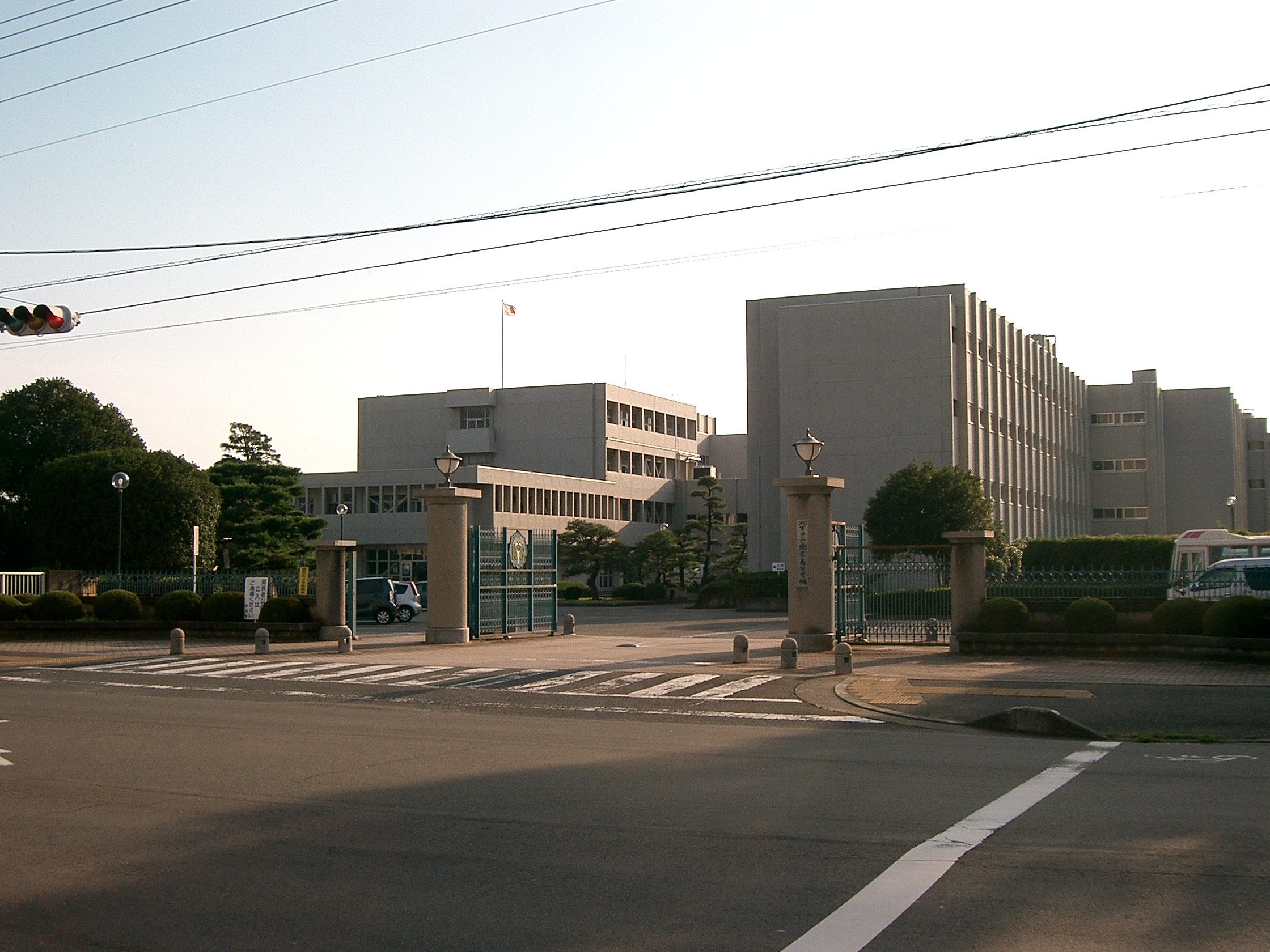
桐生市立商業高等学校

- 桐生市立商業高等学校
- 桐生警察署
- 桐生交通安全協会

## 避難所
- 桐生市立商業高等学校（洪水災害、土砂災害、地震、大規模火災、内水氾濫時の緊急避難場所及び指定避難所）[6]